# Эйссимонт, Майки
Майкл «Майки» Эйссимонт (англ. Michael Eyssimont, (род. 9 сентября 1996 года, Литлтон, Колорадо) — американский хоккиест, нападающий клуба НХЛ «Бостон Брюинз». Чемпион мира 2025 года.

## Ранние годы
Майкл родился 9 сентября 1996 года в Литлтоне штат Колорадо, в семье Джорджа и Нэнси Эйссимонт. Он начал играть в уличный хоккей после того, как на свой пятый день рождения получил в подарок пару роликовых коньков. Он выступал за детские команды Колорадо Тандербёрдс до 2013 года.

## Карьера

### Юниорская
В 2013 Майкл присоединился к команде Фарго Форс, выступающей в Хоккейной лиге США. В марте 2015 его обменяли в Сиу Фолс Стампид, вместе с которыми выиграл главный трофей лиги — Кубок Кларка. В колледже Эйссимонт с 2015 выступал за команду Университета Сент-Клауд. В июне 2016 года его на драфте НХЛ выбрала команда «Лос-Анджелес Кингз» в 5-м раунде под общим 142-м номером клубом.

### Профессиональная

#### Лос-Анджелес Кингз
В 2018 Эйссимонт подписал двухлетний контракт новичка с «Лос-Анджелес Кингз». Эти два сезона он провёл в фарм-клубе «Онтарио Рейн».
5 октября 2020 года клуб продлил контракт с Эйссимонтом на 1 год.

#### Виннипег Джетс
28 июля 2021 года Эйссимонт в качестве свободного агента подписал двухлетний контракт с клубом «Виннипег Джетс» на сумму $1,5 млн. Он начал сезон в фарм-клубе «Манитоба Мус», но по ходу сезона был вызван в основную команду и дебютировал в НХЛ 11 апреля 2022 года.

#### Тампа-Бэй Лайтнинг
Следующий сезон Майкл начал уже в основном составе «Виннипег Джетс». 6 января 2023 года клуб выставил игрока на драфт отказов, откуда его забрал «Сан-Хосе Шаркс». 1 марта того же года «Шаркс» обменяли Эйссимонта в «Тампа-Бэй Лайтнинг» на Владислава Наместникова.

#### Сиэтл Кракен
5 марта 2025 года Эйссимонт вместе с условным выборами в первых раундах драфтов 2026 и 2027 годов и выбором во втором раунде драфта 2025 был обменян в «Сиэтл Кракен» на Эдриана Окойна, Оливера Бьоркстранда и Янни Гурда.

### Международная
В 2025 году Майкл был вызван и играл за основную сборную США на Чемпионате мира 2025, на котором сборная США выиграла золото.